# Programmfertigung
Als Programmfertigung wird ein Produktionsprozess beschrieben, der eine Mischform aus Lagerfertigung und Auftragsfertigung darstellt. Innerhalb des Produktionsprozesses erfolgt die Vorfertigung kundenauftragsneutral durch Standardteile, die auf Lager produziert werden. Die Endmontage oder das Customizing erfolgen dann kundenindividuell und werden erst nach Auftragseingang erzeugt.